# Isabelle de Beauvau
Isabelle de Beauvau oder Isabeau de Beauvau (* wohl 1436; † 1474/75) war eine französische Adlige aus der Familie Beauvau. Sie war Dame de Beauvau, de Champigny und La Roche-sur-Yon, sowie aufgrund ihrer Ehe Comtesse de Vendôme.
Sie gehört zu den Vorfahren sowohl der Königin Caterina de’ Medici als auch des Königs Heinrich IV., letzteres führte dazu, dass die Familie Beauvau seit Ludwig XIV., offiziell seit Ludwig XV. 1739, den Titel Cousin du Roi führen durfte.

## Leben
Isabelle ist das einzige Kind aus der Ehe des Grafen Louis de Beauvau, Sire de La Roche-sur-Yon et de Champigny, Großmarschall der Provence, Botschafter in Rom († vor 27. November 1465) und dessen erster Ehefrau Marguerite de Chambley († 1456).
Sie nahm einen wichtigen Rang am Hof René d’Anjous ein – ihr Name erscheint wie der ihrer Mutter und der Herzogin Jolande von Lothringen, der Tochter Renés, in einer handschriftlichen Sammlung von Gedichten Alain Chartiers, die Maria von Kleve, Herzogin von Orléans, zum Geschenk gemacht wurde.
Isabelle de Beauvau heiratete am 9. November 1454 in Angers Jean VIII. de Bourbon, comte de Vendôme († 6. Februar 1478), Sohn von Louis I. de Bourbon, comte de Vendôme, und Jeanne de Montfort-Laval. Ihre Kinder waren:
- Jeanne de Bourbon (*wohl 1460; † 1487), Dame de Rochefort, de Champigny et de Saint-Geniez
  - ⚭ (Ehevertrag 3. Februar 1478) Louis de Joyeuse, Comte de Grandpré († 1498)
- Catherine de Bourbon, genannt la Pieuse (* wohl 1462; † nach 1525), bestattet in der Franziskanerkirche in Vic-le-Comte
  - ⚭ 20. August 1484 in Paris Gilbert de Chabannes, Baron de Rochefort (Haus Chabannes)
- Jeanne de Bourbon, genannt la Belle (* wohl 1465; † 22. Januar 1512), bestattet in der Franziskanerkirche in Vic-le-Comte
  - ⚭ (1) (Ehevertrag Juni 1487) Jean II. de Bourbon († Moulins 1. April 1488), 1456 Herzog von Bourbon
  - ⚭ (2) (Ehevertrag 2. Januar 1495) Jean de La Tour, Graf von Auvergne[5] († 28. März 1501)
  - ⚭ (3) (Ehevertrag Montferrand 27. März 1503) François de la Pause, Baron de la Garde
- Renée de Bourbon (* Mai 1468; † 8. November 1534 in der Abtei Fontevrault), 1476 geistlich, 1491 Äbtissin von Fontevrault, dort auch bestattet
- François de Bourbon (* 1470; † 2. Oktober 1495 in Versailles), 1478 Comte de Vendôme, 1487 Comte de Saint-Pol, Conte di Conversano, Comte de Marle, de Soissons, Vicomte de Meaux, Châtelain de Lille, Seigneur de Dunkerque, de Gravelines et de Beaurevoir (iure uxoris), bestattet in Saint-Georges de Vendôme
  - ⚭ (Ehevertrag Ham 8. September 1487) Marie de Luxembourg, 1483 Comtesse de Saint-Pol, de Marle, de Soissons, Contessa di Conversano, Vicomtesse de Meaux, Dame d’Enghien († 1. April 1547 auf Château de La Fère), bestattet in Saint-Georges de Vendôme, Tochter von Pierre II. de Luxembourg, Comte de Brienne, de Roussy, de Saint-Pol, de Soissons et de Marle, Ritter im Orden vom Goldenen Vlies, Witwe von Jakob von Savoyen, Graf von Romont, Ritter im Orden vom Goldenen Vlies
- Louis de Bourbon (* Anfang 1473; † 1520), Prince de La Roche-sur-Yon, Seigneur de Champigny, de Leuze, de Condé, de Saint-Chartier, de Cluis, du Chatelet et de Luc, 1502 französischer Gesandter in Rom, bestattet in Saint-Louis de Champigny
  - ⚭ 21. März 1505 Louise de Bourbon, 1527 Comtesse de Montpensier, Dame de La Tour, 1539 Duchesse de Montpensier, 1560 Dame de Dombes (* wohl 1482; † 5. Juli 1561), bestattet in Saint-Louis de Champigny, Tochter von Gilbert de Bourbon, Comte de Montpensier, Witwe von André IV. de Chauvigny, Prince de Déols
- Charlotte de Bourbon (* 1474; † 14. Dezember 1520 in der Abtei Fontevrault);
  - ⚭ 25. Februar 1490 Engelbert von Kleve, 1490 Comte d’Auxerre, 1491 Comte de Nevers, Pair de France († 21. November 1506)
- Isabelle de Bourbon (* wohl 1475; † 12. Juli 1531 in Caen), Äbtissin von Sainte Trinité de Caen

Isabelle starb aufgrund der Geburt ihrer jüngsten Tochter. Sie wurde in der Stiftskirche Saint-Georges in Vendôme bestattet, de Nekropole der Bourbon-Vendôme, die heute nicht mehr existiert.